# Tour du Finistère 2013
La 28e édition du Tour du Finistère a eu lieu le 13 avril 2013. La course est inscrite au calendrier de l'UCI Europe Tour 2013 dans la catégorie 1.1. Il s'agit de la septième épreuve de la Coupe de France 2013.

## Présentation

### Équipes
Classé en catégorie 1.1 de l'UCI Europe Tour, le Tro Bro Leon est par conséquent ouvert aux UCI ProTeams dans la limite de 50 % des équipes participantes, aux équipes continentales professionnelles, aux équipes continentales et aux équipes nationales.
| Nom de l'équipe  | Pays     | Code |
| ---------------- | -------- | ---- |
| AG2R La Mondiale | France   | ALM  |
| FDJ.fr           | France   | FDJ  |
| Vacansoleil-DCM  | Pays-Bas | VAC  |

| Nom de l'équipe              | Pays           | Code |
| ---------------------------- | -------------- | ---- |
| Europcar                     | France         | EUC  |
| Sojasun                      | France         | SOJ  |
| Bretagne-Séché Environnement | France         | BSE  |
| Cofidis                      | France         | COF  |
| Androni Giocattoli-Venezuela | Italie         | AND  |
| IAM                          | Suisse         | IAM  |
| MTN-Qhubeka                  | Afrique du Sud | MTN  |
| Crelan-Euphony               | Belgique       | CRE  |
| Champion System              | Chine          | CSS  |
| Topsport Vlaanderen-Baloise  | Belgique       | TSV  |
| Caja Rural                   | Espagne        | CJR  |

| Nom de l'équipe         | Pays     | Code |
| ----------------------- | -------- | ---- |
| BigMat-Auber 93         | France   | BIG  |
| VC La Pomme Marseille   | France   | LPM  |
| Etixx-Ihned             | Tchéquie | ETI  |
| Roubaix Lille Métropole | France   | RLM  |
| Doltcini-Flanders       | Belgique | DOL  |
| Start-Trigon            | Paraguay | STF  |

## Classement final
|    | Coureur             | Équipe                      |    | Temps           |
| -- | ------------------- | --------------------------- | -- | --------------- |
| 1  | Cyril Gautier       | Europcar                    | en | 4 h 42 min 20 s |
| 2  | Frederik Veuchelen  | Vacansoleil-DCM             |    | m.t.            |
| 3  | Anthony Geslin      | FDJ.fr                      |    | m.t.            |
| 4  | Rémi Cusin          | IAM                         |    | m.t.            |
| 5  | Arnold Jeannesson   | FDJ.fr                      |    | m.t.            |
| 6  | Florian Sénéchal    | Etixx-Ihned                 |    | m.t.            |
| 7  | Tim Declercq        | Topsport Vlaanderen-Baloise |    | m.t.            |
| 8  | Christophe Le Mével | Cofidis                     |    | m.t.            |
| 9  | Cédric Pineau       | FDJ.fr                      | +  | 2 min 18 s      |
| 10 | Yannick Martinez    | VC La Pomme Marseille       | +  | 2 min 22 s      |